# Ріпник
Ріпник (пол. Rzepnik) — лемківське село в Польщі, у гміні Вояшувка Кросненського повіту Підкарпатського воєводства.
Населення — 171 особа (2011).
У 1975-1998 роках село належало до Кросненського воєводства.

## Етнографія
Науковці зараховували жителів Ріпника разом з довколишніми селами до «замішанців» — проміжної групи між лемками і надсянцями.

## Демографія
У 1939 році в селі проживало 360 мешканців (345 українців, 10 поляків і 5 євреїв).
Демографічна структура станом на 31 березня 2011 року:
|          | Загалом | Допрацездатний вік | Працездатний вік | Постпрацездатний вік |
| -------- | ------- | ------------------ | ---------------- | -------------------- |
| Чоловіки | 84      | 15                 | 57               | 12                   |
| Жінки    | 87      | 22                 | 50               | 15                   |
| Разом    | 171     | 37                 | 107              | 27                   |

## Відомі люди
У селі помер відомий бургомістр Кросна Модест Гумецький, син греко-католицького священика, відомий як медик, публіцист, ревний борець за гігієну в місті, а також останній великий земельний власник у селі Ріпник.
Населений пункт серед українських сіл згадує у книзі спогадів патріарх Київський і всієї України Димитрій (Ярема).

## Пам'ятки
У селі є 500-літній скельний дуб, а також давня греко-католицька церква Преп. Мат. Параскеви зб. 1914. До місцевої парохії належали греко-католики сіл Петроша Воля (Pietrusza Wola); Братківка (Bratkówka); Стодолина (Stodolina); Ленки (Łęki); Лончки (Łączki); Поляна (Polana); Єдличі (Jedlicze); Модерівка (Moderówka); Бросток (Brzostek); Колачиці (Kołaczyce); Фриштак (Frysztak); Відач (Widacz); Прибівка (Prżybówka); Войківка (Wojkówka); Потік (Potok), Шебні (Szebnfe) та інших по парохії Краків і Матієва.